# Cieśnina Maltańska

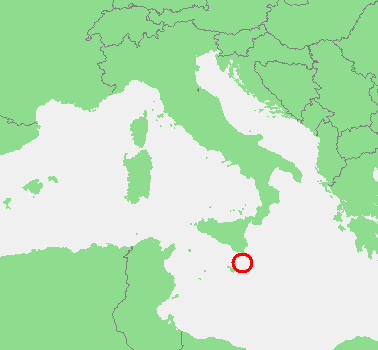
Położenie Cieśniny Maltańskiej

 Cieśnina Maltańska (ang. Malta Channel; wł. Canale di Malta) – cieśnina na Morzu Śródziemnym oddzielająca Maltę od Włoch (wyspy Sycylia).
Łączy morza Sycylijskie i Jońskie. Szerokość wynosi ok. 90 km, głębokość natomiast do 120 m.
Pomiędzy Maltą a Sycylią kursują promy Virtu Ferries oraz Ponte Ferries.